# Theodorus Wijlacker
Theodorus Wijlacker (Rotterdam, gedoopt 20 januari 1804 – aldaar, 12 mei 1861) was de oprichter van de voorloper van de RVS Verzekeringen, de Rotterdamsche Verzekering Sociëteiten.

## Leven en werk
Wijlacker werd in 1804 in Rotterdam geboren als zoon van de kleermaker Petrus Johannes Wylacker en Geertruida Thinot. Net als zijn vader werd Wijlacker kleermaker. Behalve kleermaker was hij ook begrafenisdienaar. In 1838 richtte hij samen met ene P. Struijck een begrafenisfonds op, dat de naam krijgt Tot aller Welzijn. Het werkgebied van het fonds werd gaandeweg uitgebreid van Rotterdam tot een groter gebied waaronder Delfshaven, Schiedam, Vlaardingen, Delft, Den Haag en Gouda. Samen met een neef richtte Wijlacker in 1842 nog een begrafenisfonds op Hulp in en na het Leven. Beide fondsen fuseerden in 1844 tot Tot aller Welzijn, Hulp in en na het Leven. Wijlacker zou het fonds leiden tot zijn overlijden in 1861. Al voor die tijd benoemde hij zijn zoon Karel Johannes tot mededirectielid. Hij breidde het werkterrein van  het fonds verder uit naar Leiden, Amsterdam, Haarlem en Bleiswijk. Samen met een schoonzoon richtte Wijlacker in 1854 een nieuwe verzekeringsmaatschappij op "Tot Voorzorg voor Echtgenooten, Kinderen en Betrekkingen". 
Wijlacker trouwde op 31 mei 1826 in Rotterdam met Sophia Maria Flamar. Hij overleed in 1861 in zijn woonplaats Rotterdam op 57-jarige leeftijd.